# Coniophanes piceivittis
La culebra rayada (Coniophanes piceivittis) es una especie de culebra que pertenece a la familia Dipsadidae. Su área de distribución incluye el México neotropical, Guatemala, Honduras, El Salvador, Nicaragua, Costa Rica, y quizá Belice.

## Subespecies
Se distinguen las siguientes subespecies:
- Coniophanes piceivittis frangivirgatus Peters, 1950
- Coniophanes piceivittis piceivittis Cope, 1869